# Sengguruh
Sengguruh is een bestuurslaag in het regentschap Malang van de provincie Oost-Java, Indonesië. Sengguruh telt 3104 inwoners (volkstelling 2010).